# June et Jennifer Gibbons
June et Jennifer Gibbons (nées le 11 avril 1963 ; Jennifer est morte le 9 mars 1993) sont des jumelles monozygotes qui ont grandi au pays de Galles. Elles sont connues sous le surnom de « The Silent Twins » (« les jumelles silencieuses ») à cause de leur décision de ne communiquer qu'avec les membres de leur famille. Elles ont rédigé des romans, puis ont mené une vie criminelle. Les deux femmes ont été internées à l'hôpital Broadmoor en Angleterre où elles ont été détenues pendant 14 ans.

## Biographie

### Jeunesse
June et Jennifer Gibbons sont les filles de citoyens britanniques originaires de la Barbade dans les Antilles britanniques, Gloria et Aubrey Gibbons. Gloria est mère au foyer, alors qu'Aubrey est un technicien au service de la Royal Air Force. Peu après leur naissance, la famille déménage à Haverfordwest au pays de Galles. Les jumelles, inséparables, présentent un trouble de la parole qui les rend incompréhensibles hors de leur famille immédiate. En conséquence, elles n'établissent pratiquement aucun lien avec les autres enfants et sont ostracisées à l'école. Les responsables scolaires leur donnent congé plus tôt dans la journée pour qu'elles ne soient pas intimidées. Avec les années, leur langage devient plus idiosyncratique et elles sont de plus en plus inintelligibles. Leur langage, une idioglossie (en), est un exemple de cryptophasie. Selon des rumeurs, les jumelles en sont venues à ne parler qu'à leur sœur Rose et à elles-mêmes.
Quand elles atteignent 14 ans, plusieurs spécialistes essaient, sans succès, de les amener à communiquer avec d'autres personnes. Chacune est envoyée dans un internat différent pour briser leur isolement, mais les deux deviennent catatoniques et complètement détachées de leur environnement.

### Expression créative
Quand elles sont à nouveau réunies, June et Jennifer passent quelques années ensemble dans leur chambre, créant des jeux complexes avec des poupées. Elles conçoivent plusieurs scénarios et histoires à la façon d'un soap opera, enregistrant certains sur rubans magnétiques dans le but de les donner en cadeau à leur plus jeune sœur. Inspirées par un journal intime reçu en 1979, les deux décident de se lancer dans une carrière littéraire. Elles suivent un cours par correspondance en écriture créative. Chacune écrira plusieurs romans dont le décor est souvent planté aux États-Unis, plus particulièrement à Malibu en Californie, endroit exotique pour des filles au tempérament romantique vivant dans un paisible village gallois. Les histoires mettent régulièrement en vedettes de jeunes hommes et de jeunes femmes qui s'engagent dans des activités bizarres et souvent criminelles.
Par exemple, dans le roman Pepsi-Cola Addict de June, le héros, un lycéen, est séduit par son enseignant, puis envoyé dans une maison de correction où un garde homosexuel abuse de lui. Dans The Pugilist de Jennifer, un médecin est si désireux de sauver la vie de son enfant cardiaque qu'il tue le chien familial pour avoir son cœur. L'esprit du chien survit dans l'enfant et l'animal parvient à se venger. Jennifer a aussi écrit Discomania, l'histoire d'une jeune femme qui découvre que l'environnement d'une discothèque induit des comportements violents chez les clients. Elle a aussi écrit le roman The Taxi-Driver's Son, puis un roman radiophonique intitulé Postman and Postwoman et plusieurs nouvelles. Les deux sœurs rédigent dans un style inimitable, souvent avec des tournures de phrases involontairement comiques.

### Crimes et hospitalisation
Leurs histoires sont auto-publiées chez l'éditeur New Horizons ; elles tentent aussi de vendre leurs nouvelles à des magazines, mais n'y parviennent pas malgré plusieurs tentatives. Les sœurs commettent alors des crimes, dont un incendie criminel, ce qui conduit à leur internement à l'hôpital Broadmoor en Angleterre, établissement psychiatrique de haute sécurité. Elles y restent pendant 14 ans où Jennifer aurait développé une dyskinésie tardive. Elles poursuivent la rédaction de leur journal intime et se joignent à la chorale, mais perdent tout intérêt envers l'écriture créative.
Leur histoire est rapportée la première fois par Marjorie Wallace du tabloïd britannique The Sunday Times. Selon celle-ci, les sœurs ont conclu un pacte qui induit que si l'une des deux venait à mourir, l'autre devrait commencer à parler et vivre normalement. Pendant leur internement, elles en seraient venues à croire qu'il était nécessaire que l'une des deux meure. Après plusieurs échanges, elles auraient conclu que c'est Jennifer qui devait se sacrifier. 
En mars 1993, les jumelles sont transférées à la clinique Caswell, établissement de sécurité moins élevée, à Bridgend au pays de Galles. À son arrivée, Jennifer ne peut être sortie de son inconscience. Amenée à l'hôpital, elle meurt d'une myocardite aiguë. 
Aucune trace de poison ou de drogue n'a été découverte dans son corps. La cause de sa mort est inconnue en 1993,.

### Mort de Jennifer
Selon Wallace, quelques jours après le décès, June aurait dit : « Je suis enfin libre, libérée, et enfin Jennifer a donné sa vie pour moi. »
Depuis la mort de Jennifer, June donne des entrevues. 
En 2008, elle mène une vie tranquille et indépendante, près de ses parents dans l'Ouest du pays de Galles. Elle n'est plus sous surveillance médicale ; acceptée par la communauté, elle tente d'oublier son passé.

## Au cinéma
En 2022, la réalisatrice polonaise Agnieszka Smoczynska réalise le film The Silent Twins, présenté au Festival de Cannes et dans la sélection officielle de la catégorie Un certain regard. Les deux jumelles y sont interprétées par Letitia Wright et Tamara Lawrance.

## À l’opéra
En 1990, Pierre-Alain Jaffrennou et James Giroudon ont composé un opéra «  Les jumelles du Silence »  sur un livret de Michel Rostain. La création a eu lieu à Lyon puis à Paris . La version anglaise « The silent twins » a été créée à Londres (London International Opéra Festival) en 1992.
Écrit lui aussi d’après le livre de Marjorie Wallace du même titre, « The silent twins », l’histoire des soeurs Gibbons a donné lieu à un autre  opéra, musique cette fois de Errolyn Wallen - livret d’April de Angelis. Il a été  présenté en 2007 à l’Almeida, à Londres .

### Citations originales
1. ↑  (en) « I'm free at last, liberated, and at last Jennifer has given up her life for me. »